# Immatrykulacja

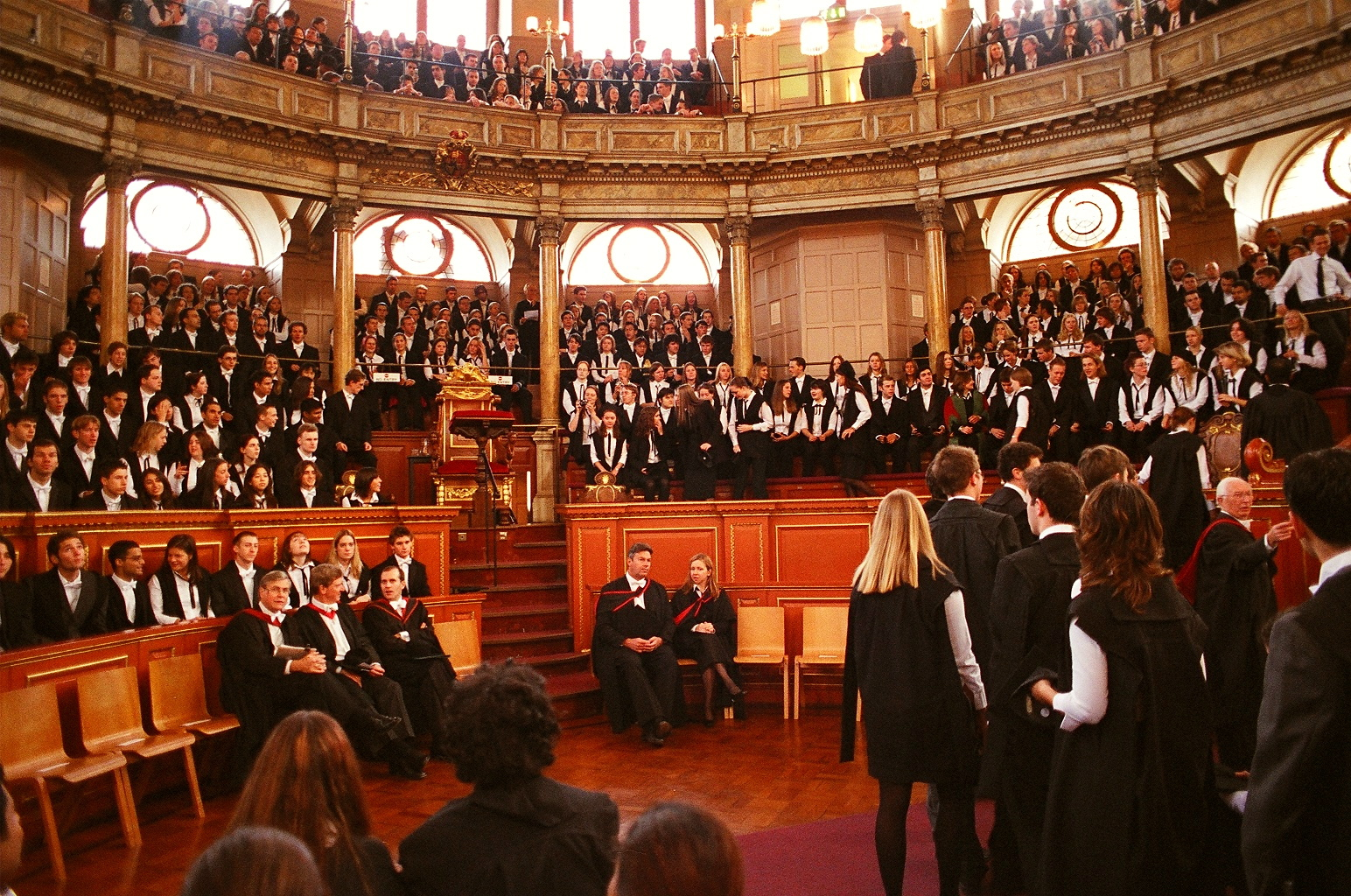
Uroczystość immatrykulacyjna na Uniwersytecie Oksfordzkim

Immatrykulacja (łac. immatriculatio „wpisanie, zaliczenie”, od łac. immatriculare „wciągnąć do spisu”) – akt przyjęcia w poczet studentów uczelni; także uroczystość przyjęcia nowych studentów na I rok studiów.
Termin ten oznacza także wniesienie do spisu szlachty w danym kraju lub prowincji.